# Michael Rosswess
Michael Rosswess (Reino Unido, 11 de junio de 1965) es un atleta británico retirado especializado en la prueba de 60 m, en la que consiguió ser medallista de bronce europeo en pista cubierta en 1994.

## Carrera deportiva
En el Campeonato Europeo de Atletismo en Pista Cubierta de 1994 ganó la medalla de bronce en los 60 metros, con un tiempo de 6.54 segundos, tras su compatriota Colin Jackson (oro con 6.49 segundos) y el griego Alexandros Terzian.